# Sklepienie czaszki
Sklepienie czaszki (łac. calvaria) – górna część mózgoczaszki występująca w anatomii kręgowców, poza bezżuchwowcami i rybami chrzęstnoszkieletowymi. Rozwija się z kości pochodzenia skórnego.
W skład sklepienia zalicza się:
- część kości potylicznej (os occipitale)
- kość czołowa (os frontale)
- obie kości ciemieniowe (os parietale)
- obie kości skroniowe (os temporale).